# Платформний капіталізм
Термін «платформний капіталізм» позначає нову форму капіталізму, у якій компанії-платформи мають домінуючий вплив на економіку. У цій бізнес-моделі як апаратне, так і програмне забезпечення слугують базою (платформою) для інших учасників ринку, які ведуть свій бізнес. До найвпливовіших платформних гравців відносять Google, Facebook, Apple, Microsoft, Amazon, Uber та Airbnb.
Різні автори відзначали як користь, так і шкоду платформного капіталізму. Тенденції, виявлені в платформному капіталізмі, мають схожість з тими, які охоплює термін «стежачий капіталізм». Були дискусії про можливий вплив платформного капіталізму на відкриту науку.
Платформний капіталізм протиставляється платформному кооперативізму. Компанії, що намагаються зосередитися на справедливості та спільному використанні, а не лише на вигоді, називають кооперативами, тоді як більш традиційні та поширені компанії, які зосереджені виключно на прибутку, як Airbnb і Uber, є платформними капіталістами (або кооперативні платформи проти капіталістичних платформ). Зі свого боку, такі проєкти, як Вікіпедія, які покладаються на неоплачувану працю волонтерів, можна класифікувати як ініціативи спільного виробництва на рівних.:31, 36